# فیلیپ کسل
فیلیپ کسل (انگلیسی: Philip Kassel; ۲۶ سپتامبر ۱۸۷۶ – ۲۶ مهٔ ۱۹۵۹) ژیمناست هنری و ورزشکار ورزش سه‌گانه اهل ایالات متحده آمریکا بود.